# Lissonota striatopetiolata
Lissonota striatopetiolata là một loài tò vò trong họ Ichneumonidae.